# کنی داوتی
کنی داوتی (به انگلیسی: Kenny Doughty) بازیگر انگلیسی است.
از فیلم‌های معروف او می‌توان به بازی در فیلم الیزابت، ورا، اولین عروسی من و فانلند اشاره کرد.